# Жуково (Езерищенский сельсовет)
Жуково — деревня в Городокском районе Витебской области Белоруссии. Входит в состав Езерищенского сельсовета.
Находится в 6 верстах юго-восточнее посёлка Езерище на берегу речки Огнеш, в 2 верстах к северо-западу находилась Мартыненки.